# IC 4345
IC 4345 — эллиптическая галактика типа Е в созвездии Волопас. Поверхностная яркость — 14,7 mag/arcmin². Этот объект входит в число перечисленных в оригинальной редакции «Нового общего каталога».